# Fulakora exigua

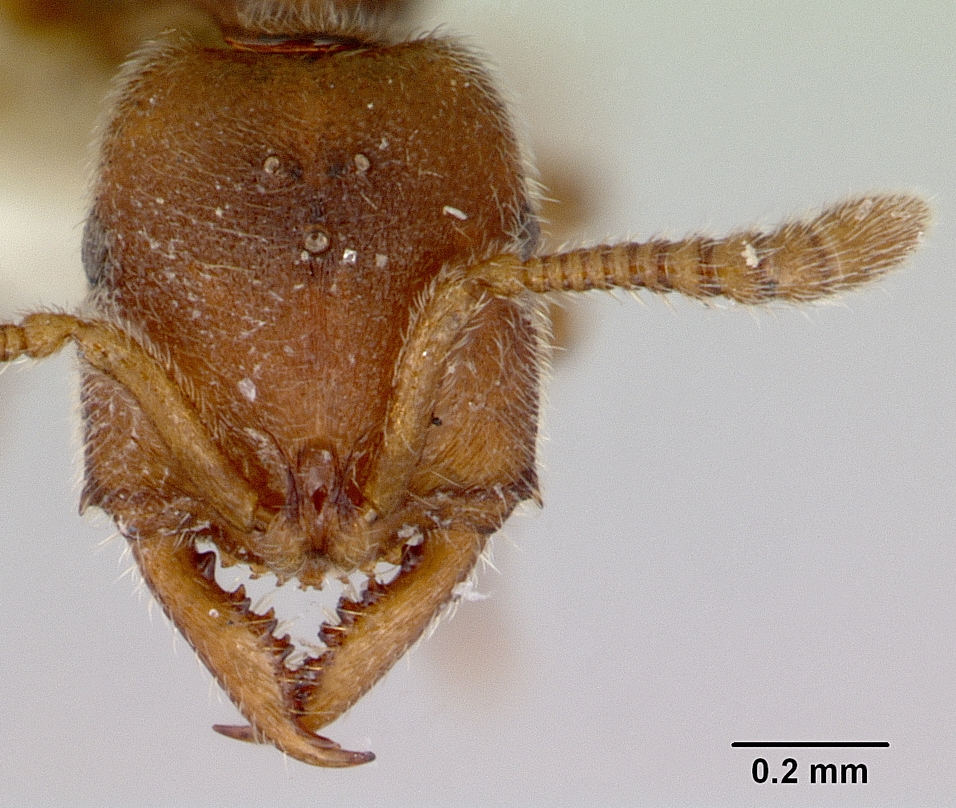
Голова самки

Fulakora exigua (лат.) — вид примитивных муравьёв рода Fulakora из подсемейства Amblyoponinae (Formicidae), ранее включавшийся в состав родов Amblyopone и Stigmatomma. Эндемик Австралии.

## Распространение
Австралия. Типовое местонахождение: штат Виктория.

## Описание
Мелкие земляные муравьи (длина тела около 4 мм) с длинными узкими жвалами и хорошо развитым жалом. Мезосома уже головы. Ноги короткие. Передний край клипеуса зубцевидный; петиоль очень широко прикреплён к 3-му абдоминальному сегменту и без отчётливой задней поверхности; постпетиоль отсутствует.
Голова, брюшко и ноги коричневые, грудь темнее. Волоски жёлтые, длинные и обильные на петиоле и брюшке, короткие на ногах и усиках. Голова очень мелко сетчато-морщинистая, с несколькими очень мелкими полосками спереди. Мандибулы крупно и неравномерно пунктированы, полосы имеют продольное направление, несколько удлинённых мелких пунктиров между полосами. Скапус крупнопунктированный. Переднеспинка по бокам с умеренно крупными пунктурами, широко разбросанными. Передняя треть мезонотума плотно пунктирована, точки мельче, чем на переднеспинке, задние две трети более грубо пунктированы и мелко сетчатые между точками. Скутеллюм и эпинотум мелко бороздчатые. Петиоль гладкий и блестящий с многочисленными мелкими точками, особенно по бокам, в два раза более мелкими, чем на переднеспинке. Постпетиолы и брюшко густо пунктированы.

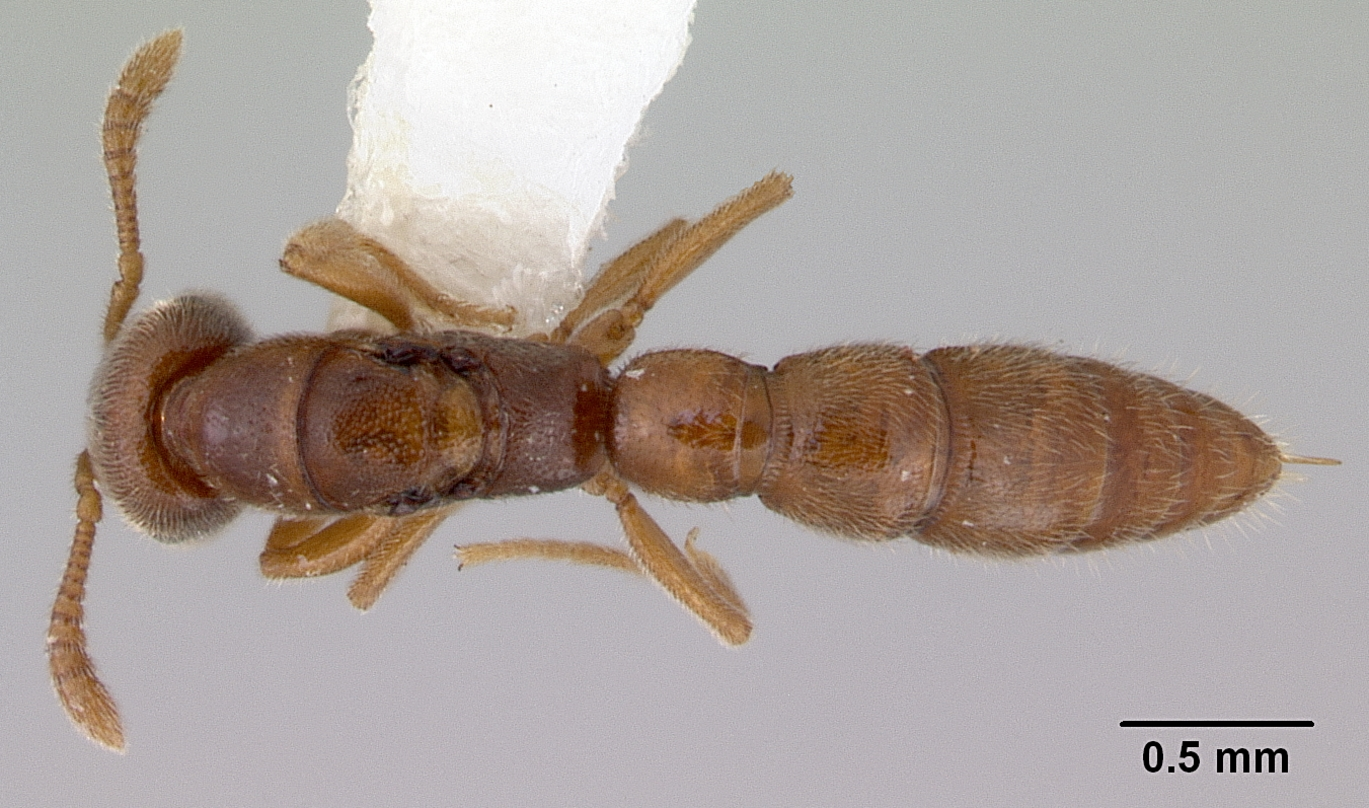
Самка сверху
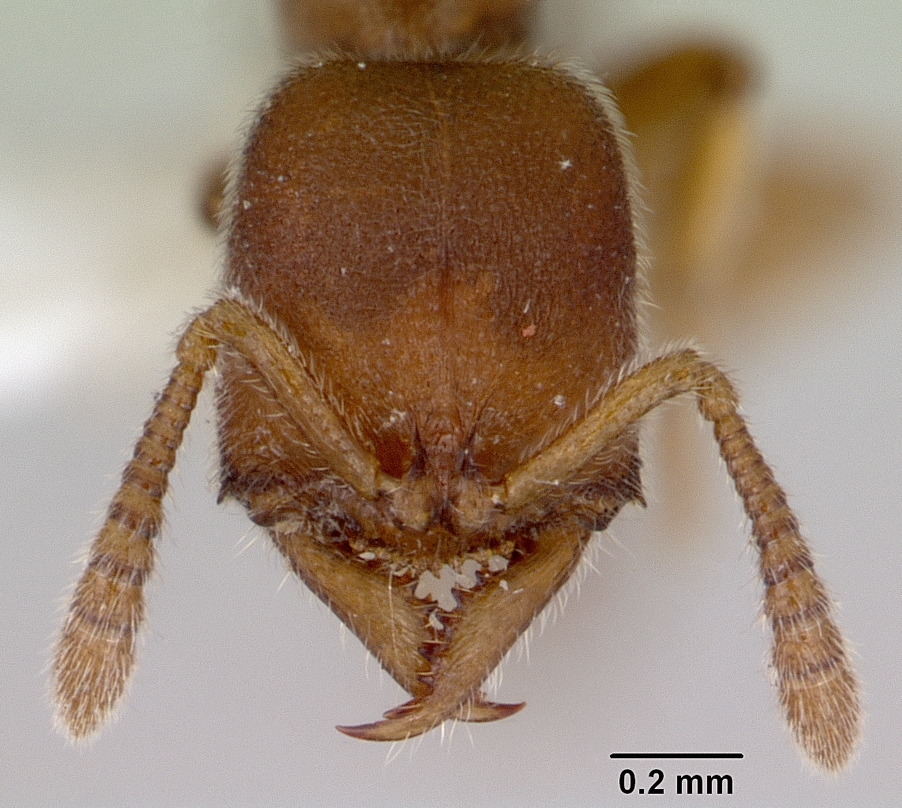
Голова рабочего

## Систематика
Вид был впервые описан в 1928 году австралийским мирмекологом Джоном Кларком (John S. Clark, 1885—1956, Национальный музей Мельбурна) под названием Amblyopone exigua Clark, 1928. С 2012 года вид включали в состав рода Stigmatomma (подсемейство Понерины). В 2016 году Fulakora был восстановлен из синонимии с Stigmatomma и вид получил современное название.